# Reglamento del rodeo chileno
El rodeo chileno es un deporte con una rigurosa reglamentación. La Federación del Rodeo Chileno cuenta con un total de 5 reglamentos, los cuales son su estatuto, el reglamento de las corridas de vaca, el reglamento oficial para el movimiento de la rienda, el reglamento del rodeo tradicional y el de rodeo de criadores. A su vez la Federación de Criadores de Caballos Chilenos cuenta con 2 reglamentos para la inscripción de ejemplares de pura raza chilena de caballos. Estos reglamentos son el de Registros de Caballos Chilenos y el Reglamento de Exposiciones.

## Historia del reglamento
A fines del siglo XVII el rodeo se comienza a reglamentar. Las primeras reglas eran muy simples. Con el pasar de los años se establecía un reglamento más riguroso y se impone en 1860 el uso de la medialuna, reemplazando el antiguo corral de 75 metros.
A principios del siglo XX se impulsa el rodeo como una competencia deportiva, lo anterior gracias a las gestiones de Gil Letelier. En 1927, durante el gobierno de Carlos Ibáñez del Campo, se dictó la ley que rige las corridas en vaca, quedando el rodeo chileno bajo la tutela de la Dirección de Fomento Equino y Remonta del Ejército de Chile.
Antes de 1960 lo que regía a este deporte era el Reglamento de "Corridas de Vacas", el cual no era muy aceptado por los corredores en general y la mayoría quería cambiarlo ya que no se adecuaba a los tiempos y se argumentaba que el deporte nacional de Chile merecía unas reglas más estrictas. 
Durante los años 1950 era aceptable que los jinetes corrieran en estado de ebriedad, provocando problemas graves como lesiones de los novillos, caballos y en los mismos jinetes. Además los jurados no eran rigurosos y cobraban atajadas a caballo derecho y sin remate. El trato que se les daba a los novillos era muy malo y el rodeo se comenzó a desprestigiar y la gente se alejaba de las medialunas.  
Para que lo anterior terminara la federación encargó a Jorge Lasserre y Hernán Anguita proporcionar un nuevo reglamento, siendo aprobado por el directorio de la federación y se hizo ley.
Se comenzó a exigir el profesionalismo del jurado. Para ser juez se debía hacer un curso especial en la Federación del Rodeo Chileno, que era dictado por Hernán Anguita, Jorge Lasserre y Ramón Cardemil.
Es así como se crea el actual reglamento del rodeo, profesionalizando a los jurados y logrando que la gente vuelva a las medialunas. Gracias a este reglamento en los años siguientes el rodeo vuelve a ser una actividad popular, alcanzando a ser hasta la actualidad el segundo deporte con más presencia de público en las tribunas en Chile, siendo superado solo por el fútbol. Este nuevo reglamento fue muy bien recibido por los seguidores del rodeo y desde comienzos de los años 1960 ha sufrido diversos cambios, principalmente en procura del bienestar de los animales.

## Reglas formales
El rodeo cuenta con reglas estrictas tanto para las corridas como para el movimiento de la rienda. Algunas de las reglas de carácter formal más importantes son las siguientes:
- Los jinetes deben portar el atuendo de huaso completo.
- Los caballos deben ser de pura raza chilena.
- Los rodeos se deben disputar en una medialuna con las dimensiones reglamentarias.
- Los jinetes no deben discutir respecto de los cobros realizados por parte del jurado, cualquier actitud ofensiva, irrespetuosa o inquisitiva respecto de un cobro, está prohibida y sancionada.
- Los jinetes no deben presentarse en estado de intemperancia o bajo la influencia del alcohol dentro de la medialuna; infringir esta norma acarrea la descalificación de la collera.
- Los jinetes, además de portar atuendo de huaso, deben comportarse como tal y no pueden usar el pelo largo, aros y tatuajes a la vista.
- El ganado usado en un rodeo solo puede ser corrido una vez.
- Para la organización de un rodeo es fundamental el bienestar animal, por lo que se debe respetar la política de bienestar animal.
- El reglamento de la Federación del Rodeo Chileno sanciona deportiva y disciplinariamente toda acción que atente contra el bienestar animal, poniendo a los involucrados a disposición del Tribunal de Honor de la institución.
- En cada rodeo se debe elegir a una reina que represente a la típica mujer chilena de las zonas rurales.

## Reglamento oficial de corridas de vacas
El reglamento de corridas de vacas es el que regula las correctas corridas de rodeo. Este reglamento tiene 4 artículos y el último tiene seis puntos. Las principales normas de este reglamento son:
- La forma correcta de computar una atajada.
- Para atajar un novillo este debe ir al trote o al galope.
- La puntuación de las atajadas (de 0 a 4).

- Las faltas como malas entregas, tijeras, abandonos en la recibida, caballos abiertos o derechos, ayudas de compañeros, raspada, atajadas ante la bandera, machetazo, golpear al novillo en forma innecesaria o fuera de las zonas de atajada, cuando el novillo corta la bandera de salida o cuando pasa a piño, animales sueltos y finalmente las caídas. Estas faltas son sancionadas y en el reglamento se especifica una por una el valor de la sanción.
- Pérdidas de la carrera.

## Reglamento oficial para el movimiento de la rienda
Este reglamente regula a la disciplina de movimiento de la rienda.
Los puntos más importantes que tiene es que en todo rodeo se debe realizar el movimiento de la rienda antes de la Serie Campeones. Se menciona los premios que debe recibir y el movimiento en el Campeonato Nacional de Rodeo. 

### Aspectos generales
- Presentación del jinete, su caballo y sus aperos.
- Los participantes deberán ejecutar todas las pruebas.
- Al término de la prueba se debe entregar inmediatamente el puntaje.
- Se nombran las descalificaciones.

### Consideraciones fundamentales
- Del jinete: asiento y posición, corrección en el empleo de las ayudas con las piernas, riendas y peso del cuerpo.

- Del caballo: impulso, franqueza, flexibilidad, velocidad, agilidad en los movimientos, enfrenadura, postura de la cabeza y postura de patas; que es la característica principal en el arreglo a la chilena.

### Dos sistemas de movimiento de la rienda
En un rodeo oficial podrá desarrollarse cualquiera de los sistemas autorizados:
- Sistema "A":

Denominado Movimiento a la Rienda Completo que se empleará en todos los rodeos oficiales que se verifiquen en Campeonato Nacional de Rodeo, rodeos clasificatorios, exposición ganadera y optativamente en los rodeos oficiales, cualquiera sea su categoría.
Las pruebas que comprende el Sistema A son andares, entrada de patas y parar, troya, ocho, volapié, vueltas sobre parado, desmontar y montar y retroceso.
Estas ocho pruebas se juzgarán de acuerdo con lo dispuesto por el Reglamento Oficial de Movimiento a la Rienda.
- Sistema "B":

Denominado Movimiento a la Rienda Parcial que se llevará a efecto en todos los rodeos oficiales, cualquiera sea su categoría, que no están comprendidos en el Sistema A y constará de las siguientes pruebas: andares, troya, volapié, vueltas sobre parado y montar y desmontar.
Cuando se aplica el Sistema "B", no hay división caballos mayores y menores. Todos participan en una sola categoría.

### Otras consideraciones
- Si hay un empate se realizarán dos pruebas más: el volapié y el ocho.
- En el caso de que ocurriera un accidente, el jurado decidirá si el participante repite la prueba.
- En cualquier prueba que el participante suelte un estribo, tendrá cero punto en la prueba.
- El participante deberá en todas las pruebas partir a la mano, de no hacerlo tendrá cero punto en la prueba.
- Cada prueba tendrá un puntaje independiente.

## Política de bienestar animal
Una de las principales preocupaciones de la Federación del Rodeo Chileno es el bienestar de los animales, tanto de los novillo, como de los caballos. Es por esa razón que cuenta con una estricta política de bienestar animal que sanciona deportiva y disciplinariamente toda acción que atente contra el bienestar animal, poniendo a los involucrados a disposición del Tribunal de Honor de la institución. Esta política tiene por objetivo resguardar el bienestar de los animales que participan en los rodeos oficiales, asegurando que los actores involucrados conozcan y acaten sus responsabilidades en el manejo de los animales. Es por ellos que todos los animales que participan en un rodeo deben recibir los cuidados en términos de espacio, alimentación, hidratación y atención médica veterinaria en forma oportuna y de calidad, estando prohibido el maltrato animal.

## Principales reglamentos

### Reglamentos de caballo chileno
- Estatutos Federación Criadores de Caballos Raza Chilena
- Reglamento del Registro Nacional Histórico Genealógico del Caballo de Raza Chilena
- Reglamento de exposiciones
- Reglamento de rodeos para criadores
- Reglamento de cabalgatas familiares

### Reglamentos de rodeo
- Reglamento del rodeo chileno
- Reglamento control de dopaje
- Código de procedimiento y penalidades
- Manual de embocaduras
- Política de bienestar animal